# Xerosaprinus ciliatoides
Xerosaprinus ciliatoides är en skalbaggsart som först beskrevs av Henry Clinton Fall 1917.  Xerosaprinus ciliatoides ingår i släktet Xerosaprinus och familjen stumpbaggar. Inga underarter finns listade i Catalogue of Life.